# India Mahdavi
India Mahdavi, née le 4 avril 1962 à Téhéran en Iran, est une architecte et designer française d'origine irano-égyptienne.

## Biographie
Née à Téhéran d'une mère égyptienne et d'un père iranien, India Mahdavi partage son enfance entre Cambridge (Massachusetts), Heidelberg (Allemagne), Vence et Paris.
Diplômée en architecture (DPLG), design industriel (Cooper Union, New York), graphisme (School of Visual Arts, New York) et mobilier (Parsons The New School for Design, New York), elle fait ses débuts professionnels auprès du décorateur Christian Liaigre, dont elle devient la directrice artistique de 1990 à 1997.
Depuis le début de sa carrière dans les années 1990, elle développe à travers ses projets d'architecture d'intérieur un style associé à une certaine vision du bonheur et de la couleur, qu'elle a largement contribué à remettre en scène. Elle a travaillé avec Maja Hoffmann, le groupe Beaumarly, la maison Valentino, la maison Ladurée, la Société des Bains de Mer de Monaco, Petite Friture, mais aussi Alber Elbaz et Adel Abdessemed. Elle a conçu et dessiné des résidences privées partout dans le monde (Paris, Londres, New York, Siwa [Égypte], Sydney), mais également des hôtels, des restaurants et des boutiques. Ses objets, à commencer par les Bishop, font partie des icônes de l'art décoratif contemporain.
En 1999, elle ouvre son propre studio de création, rue Las-Cases, à Paris. En 2003, elle lance sa première collection de mobilier et inaugure son showroom, 3 rue Las-Cases. En 2012, elle ouvre sa boutique au 19, rue Las-Cases, un lieu destiné à promouvoir une palette de savoir-faire artisanaux et de techniques ancestrales autant qu'un nuancier signature.

## Influences et inspirations

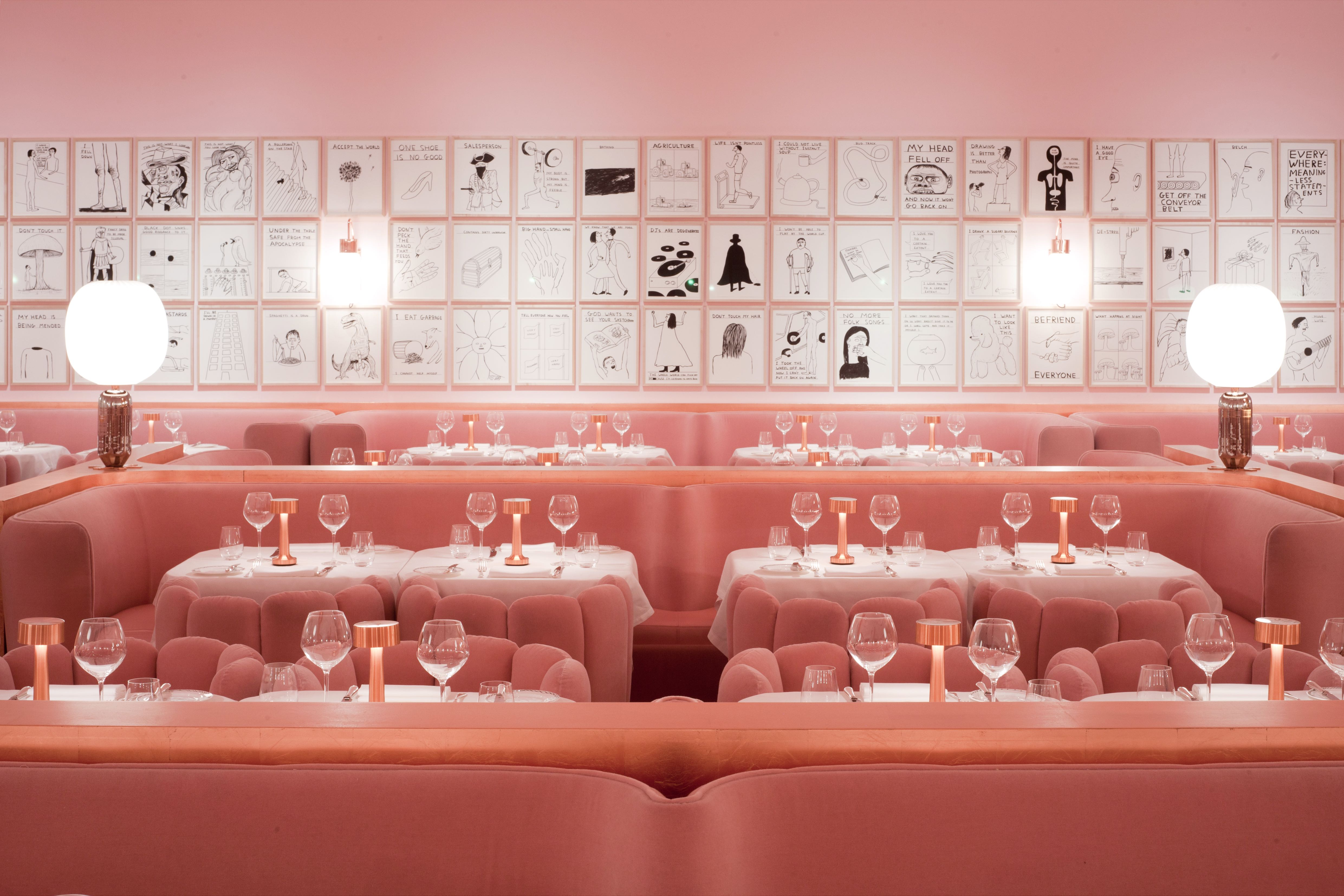
The Gallery at Sketch

Le style de Mahdavi est cosmopolite, polychrome, influencé par le cinéma autant que par le design et l'art.
Mahdavi conçoit l'architecture d'intérieur comme une véritable récréation décorative, un conte en trois dimensions, métissant les époques et les styles, apportant humour et fantaisie, jouant avec les couleurs,.

## Partenariats et collaborations

### Exposition «PierreBonnardDesigned byIndia Mahdavi»
Cette exposition a pris place dans l'enceinte du Musée National du Victoria à Melbourne en Australie en partenariat avec le Musée d'Orsay de Paris.
L'exposition à permis de mettre en avant plus d'une centaine d'œuvre de Bonnard telles que des objets de design, photographies, des peintures, et des dessins ont été exposer. Mahdavi avait pour thématique la mise en avant de l'o contemporaine pour l'extérieur et l'intérieur des espaces, de même que la mise en avant de la ligne de différenciation privé et le public.
Mahdavi à embrasser le sujet en donnant vie à un environment immersif créant dans les pensées des spectateurs un i domestique ou une maison noble sous une forme théâtrale, en mettant au premier plan, et en valeur des papiers peints meubles, de même que des objets décoratifs inspirés des intérieurs chaotiques peints par Bonnard. Mahdavi fidèle au th par ses travaux?
représenter cette frontière entre espace privé et public et leur évolution dans le temps

## Architecture et architecture d’intérieur

### Bars, restaurants, clubs

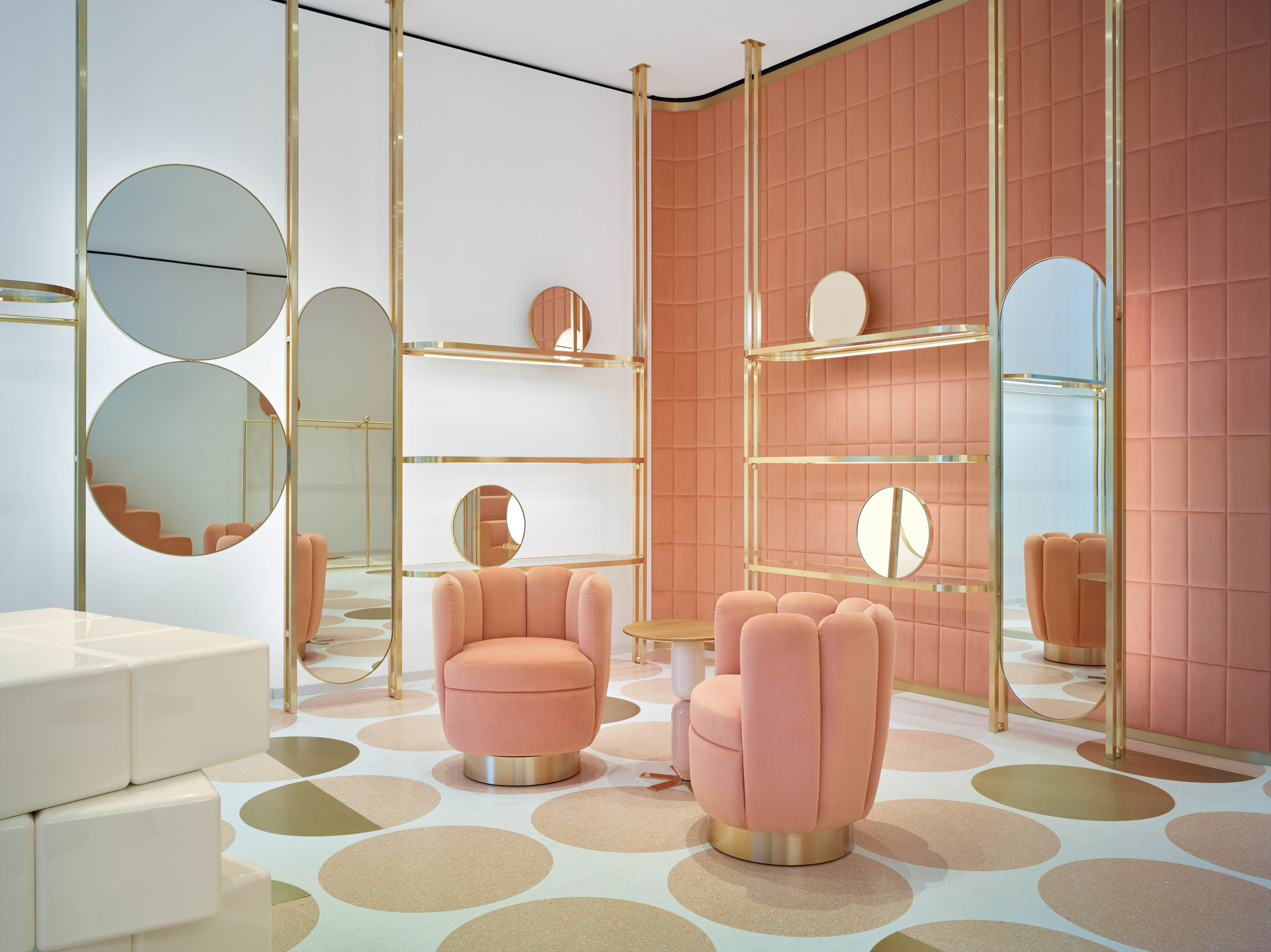
Red Valentino, Sloane Street - London

- Ladurée, North Beverly Drive, Los Angeles (2017)
- Ladurée, quai des Bergues, Genève (2016)[6]
- I Love Paris by Guy Martin (2015)[7]

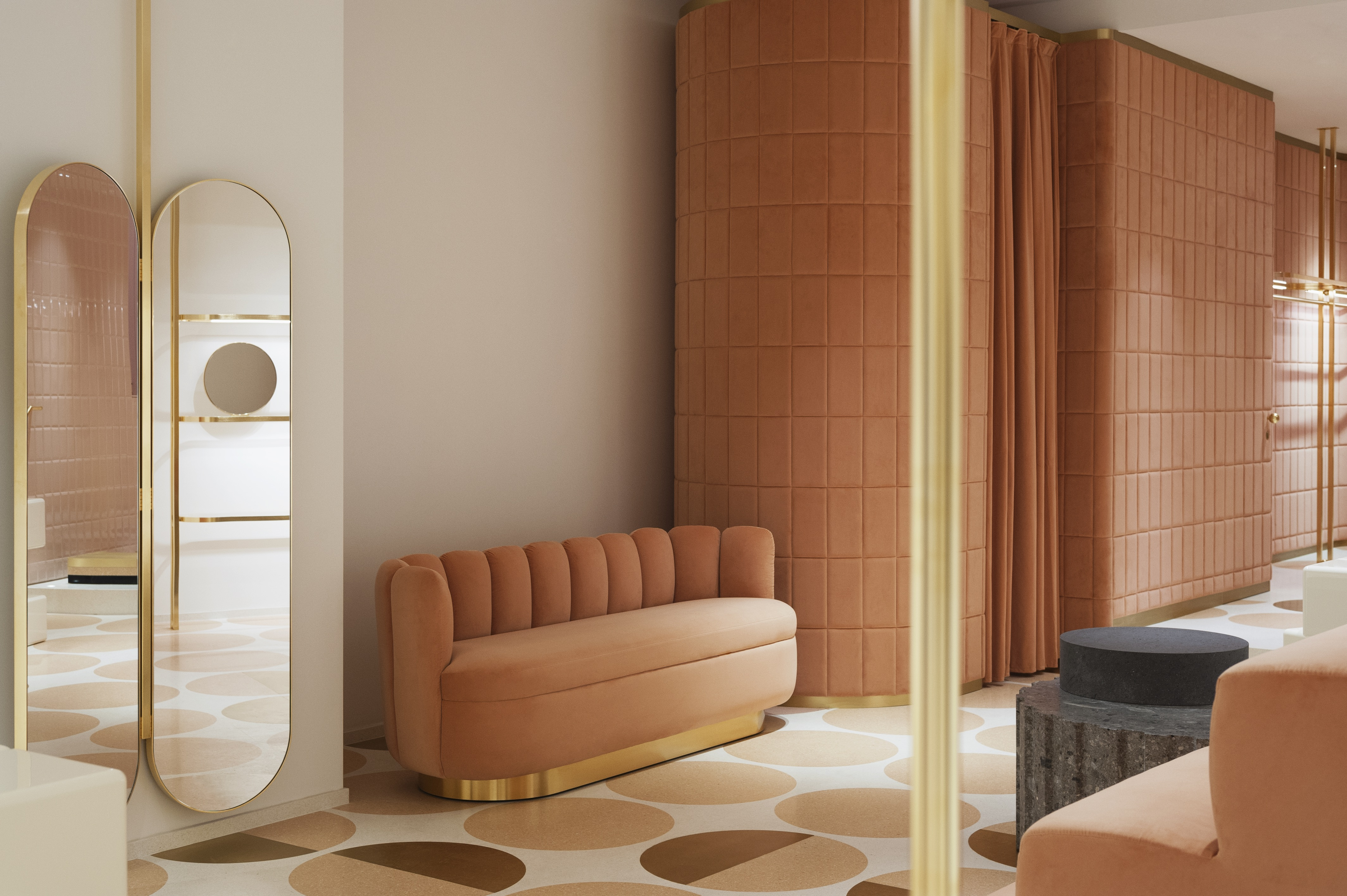
Red Valentino, Rome Babuino

- Red Valentino, Rome BabuinoThe Gallery at Sketch, Londres (2014)[8],[9]
- Café Français, Paris, en association avec M/M (2013)[10],[11]
- Jean-François Piège (2010)
- Le Germain, Paris (2009)[12],[13]
- Coburg Bar, Connaught Hotel, Londres (2008)[14]
- Barclay Prime, Philadelphie (2004)[15]
- Dragon-I, Hong Kong (2002)[16]
- APT (bar lounge de Jonathan Morr), New York (2000)[17]

### Hôtels
- L'Apogée Courchevel, Courchevel, en association avec Joseph Dirand (2013)[18]
- Hôtel du Cloître, Arles (2012)[19]
- Hotel Thoumieux, Paris, Jean-François Piège et Maison Thierry Costes (2011)[20],[21]
- Monte Carlo Beach Club, Monaco (2010)[22]
- Monte Carlo Beach, Monaco (2009)
- Condesa DF, Mexico (2005)[23]
- Hotel on Rivington, New York (2005)[24]
- The Peacock at Rowsley, (2004)
- Townhouse Hotel, Miami Beach (2000)

### Design
- HabitCactus, patchs Jaco & Iris (2016)
- Dior Home, collection de plateaux et vaisselle (2016)
- Vervolet, collection de poignées de portes - Bubbles (2016)
- Table Parrot (2 formats), Édition Petite Friture (2016)
- Bisazza Cementiles, collection de carreaux (2015)
- Cogolin, collection de tapis Jardins d’intérieur (2015)
- Nilufar, collection de tapis Gardenia (2015)
- Carwan Gallery, Landscape Series of tables and vases , édition limitée (2013)
- Jem, collection de joaillerie Voids (2011)
- Bernardaud, collection de vaisselle (2010)
- Ruinart, cuillère à champagne (2006, 2007)
- Bernardaud, Primetime: TV Set Dinner (2005)

### Avions
- Netjets, Hawker 4000, 8 places (2009-2010); Hawker 750, 7 places (2009)[25]
- Netjets Europe, City Lounge, London City Airport/Jet Centre (2009)

### Scénographie
- Ralph Pucci, Los Angeles (2017)
- RED Valentino, flagships à Londres et Rome (2016)[26]
- Memo Paris 24 rue Cambon, Paris (2016)[27]
- Design Parade, Toulon (2016)[28]
- Piasa, Fondation Bettencourt (2014)
- Piasa Rive Gauche, Paris, scénographie de la vente aux enchères "Design scandinave vs brésilien vs américain" (2014)[29]
- Carwan Gallery, Lanscape Series (Miami Art Basel 2012, Basel 2013, Dubai 2013, Beirut 2013, New York 2014)
- Galerie Patrick Seguin, Miami, Art Basel (2012, 2011, 2008, 2007, 2006)[30]
- Artcurial, Intérieurs 2011, L'art de vivre avec l'art (2011)[31]
- Galerie Larry Gagosian, Paris, Fiac (2010)[32]
- Galerie Pierre Bergé & Associés, Bruxelles, "My Name is Bishop", exposition personnelle
- Espace Louis Vuitton, Paris, "La Croisière Jaune" (2008)
- Galerie Sonnabend, New York, exposition de mobilier, curator Patrick Seguin (2008, 2006)
- Galerie Patrick Seguin, Paris, La Biennale des Antiquaires (2008, 2006)
- Galerie Patrick Seguin, Londres, Frieze Art Fair (2007)
- Galerie Patrick Seguin, Paris, Fiac (2007)